# Krajská soutěž – Praha 1951
Krajská soutěž – Praha 1951 byla po zrušení Celostátního československého mistrovství II jednou z 21 skupin 2. nejvyšší fotbalové soutěže v Československu. V soutěži se utkalo 10 týmů každý s každým dvoukolovým systémem jaro-podzim. Soutěž se hrála v oddělení A a oddělení B. Následující ročník byl hrál ve třech skupinách (ÚNV Praha, Praha - západ a Praha - východ) po 12 účastnících.

## Konečná tabulka - oddělení A
| Poř. | Tým                       | Z  | V  | R | P  | VG | OG | B  |
| ---- | ------------------------- | -- | -- | - | -- | -- | -- | -- |
| 1.   | SONP Kladno „A“           | 18 | 15 | 1 | 2  | 80 | 31 | 31 |
| 2.   | Sokol TOS Rakovník        | 18 | 12 | 2 | 4  | 51 | 35 | 26 |
| 3.   | Jawa Praha                | 18 | 11 | 2 | 5  | 52 | 39 | 24 |
| 4.   | ZSJ Sokol Kovo Radotín    | 18 | 10 | 1 | 7  | 51 | 48 | 21 |
| 5.   | DSO Spartak Meopta Košíře | 18 | 7  | 3 | 8  | 41 | 33 | 17 |
| 6.   | Dynamo Slavia „B“         | 18 | 7  | 2 | 9  | 39 | 48 | 16 |
| 7.   | Instalační závody Praha   | 18 | 7  | 0 | 11 | 39 | 42 | 14 |
| 8.   | SONP Kladno „B“           | 18 | 6  | 2 | 10 | 33 | 48 | 14 |
| 9.   | Vozovna Kobylisy          | 18 | 6  | 0 | 12 | 36 | 46 | 12 |
| 10.  | ČKD Slaný                 | 18 | 2  | 1 | 15 | 27 | 79 | 5  |

## Konečná tabulka - oddělení B
| Poř. | Tým                  | Z  | V  | R | P  | VG | OG | B  |
| ---- | -------------------- | -- | -- | - | -- | -- | -- | -- |
| 1.   | AZNP Mladá Boleslav  | 18 | 13 | 1 | 4  | 65 | 29 | 27 |
| 2.   | Lokomotiva Nymburk   | 18 | 11 | 2 | 5  | 54 | 30 | 24 |
| 3.   | Spartak Sokolovo „B“ | 18 | 10 | 2 | 6  | 60 | 46 | 22 |
| 4.   | ČSD Kolín            | 18 | 9  | 3 | 6  | 41 | 42 | 21 |
| 5.   | TJ Slavoj Žižkov     | 18 | 8  | 4 | 6  | 34 | 33 | 20 |
| 6.   | ČSSZ Praha           | 18 | 5  | 8 | 5  | 40 | 40 | 18 |
| 7.   | Sklárny Poděbrady    | 18 | 6  | 3 | 9  | 45 | 38 | 15 |
| 8.   | Slavoj Český Brod    | 18 | 6  | 3 | 9  | 45 | 38 | 15 |
| 9.   | TOS Čelákovice       | 18 | 3  | 3 | 12 | 37 | 57 | 9  |
| 10.  | Tesla Praha IX.      | 18 | 4  | 1 | 13 | 36 | 64 | 9  |

Poznámky:
- Z = Odehrané zápasy; V = Vítězství; R = Remízy; P = Prohry; VG = Vstřelené góly; OG = Obdržené góly; B = Body;